# Ортона
Орто̀на (на италиански: Ortona, на местен диалект Urtònë, Уртонъ) е пристанищен град и община в Южна Италия, провинция Киети, регион Абруцо. Разположен е на брега на Адриатическо море. Населението на общината е 23 345 души (към 2013 г.).